# Науру
Република Науру е малка островна държава в югозападната част на Тихия океан, южно от Маршаловите острови. Най-близо до Науру е остров Банаба от Република Кирибати на 300 km в източна посока.
По население е една от най-малките държави в света, а по площ е най-малката неевропейска държава. Науру е сред малкото държави без официално обявена столица, а само фактическа – Ярен. Една от най-богатите държави в близкото минало – на първо място по БВП на човек от населението през 1977.
Република Науру се състои от един-единствен остров с площ 21 km², разположен на 0°31′ ю.ш. и 166°56′ и.д. През 2020 г. населението наброява 10 834 души.

## История
Първите заселници на Науру са от Микронезия и Полинезия отпреди повече от 3000 години. Имало е 12 племенни клана на Науру, които са представени с 12-връхната звезда в националния флаг.
Науруанците наричат острова си „Наоеро“; думата „Науру“ е създадена по-късно, за да могат говорещите да произнасят името по-лесно – вероятно чрез прочитане на името според холандския правопис.
Науруанците следят произхода си по майчина линия. Населението се прехранва от кокос и плодовете на панданусa, както и от развъждането на риба (Chanos chanos), хващана още малка, която е приспособявана към сладката вода и отглеждана в лагуната Буада, като по този начин осигурява допълнителен надежден източник на храна. Според традицията само на мъжете се разрешава да ловят риба на рифа и те го правят от канута, използвайки обучени птици голяма фрегата (Fregata minor).
Британският капитан Джон Фърн, ловец на китове, е първият западен човек, посетил острова на 8 ноември 1798 година. Той го кръстил „Приятният остров“. От около 1830 година науруанците се свързват с европейците посредством китоловни кораби и търговци, които ги снабдяват с провизии за острова. По това време на острова се заселват бедняци и дезертьори. Островитяните разменят храна за „тоди“ (палмово вино), боеприпаси и оръжия. Оръжията са използвани по време на 10-годишната война, започнала през 1878 г. и довела до намаляване на населението от 1400 до 900 души.
Островът е анексиран от Германия през 1888 г. и включен в състава на немския протекторат на Маршалските острови. Наричали острова „Наводо“ или „Онаверо“. Пристигането на германците сложило край на войната, социалните промени от войната утвърждавали крале като владетели на острова, като най-известният от тях бил крал Аувеида. Същата година на острова пристигат също християнски мисионери от островите Джилбърт (Гилбърт).
Фосфатът на острова е открит през 1900 г. от златотърсача Албърт Елис. През 1906 г. Тихоокеанската фосфатна компания започва да разработва запасите в съгласие с Германия. Първата пратка е изнесена през 1907 г. След избухването на Първата световна война островът е превзет от австралийски военни сили през 1914 г. След войната Лигата на нациите дава на Великобритания попечителен мандат върху територията, като през 1923 г. се съгласява да я дели с Австралия и Нова Зеландия. Трите правителства подписват Споразумението за остров Науру през 1919 г., създавайки комисия, позната като Британска фосфатна комисия (БФК), която получава правата за добив на фосфат.
По време на Втората световна война Науру е окупиран от Япония през август 1942 г. Построеното от японците летище на острова е бомбардирано през март 1943 г., възпрепятствайки доставките на хранителни запаси. Японците депортират 1200 науруанци да работят като общи работници на островите Чуюк, където 463-ма умират. Науру е освободен на 13 септември 1945 г., когато австралийският военен кораб „Диамантина“ приближава към острова и японските сили се предават. Сключени са споразумения с БФК да се върнат в родината им науруанците от остров Чуюк и те се завръщат в Науру през януари 1946 г. с кораба на БФК „Триенца“. През 1947 г. е одобрена опека от Обединените нации и Австралия, Нова Зеландия и Великобритания отново стават попечители на острова.
Науру става автономна през 1966 г. и, съгласно 2-годишна конституционна конвенция, получава независимост през 1968 г., водена от първия президент Хамър де Робърт. През 1967 г. народът на Науру закупува авоари на Британската фосфатна комисия и през юни 1970 г. контролът минава в местната Фосфатна корпорация на Науру. Приходите от разработването на фосфат носят на хората един от най-високите жизнени стандарти в Тихия океан.
През 1989 г. страната предприема законови мерки срещу Австралия в Международния съд на ООН заради действията на Австралия по време на управлението на острова – в частност, неспособността да поправи вредата, нанесена на околната среда вследствие добива на фосфат. Действието довежда до порядъчно голямо извънсъдебно споразумение да се благоустроят минните райони в Науру.
Намаляването на фосфатните запаси води до икономически спад в Науру, което от своя страна води до нарастваща политичеста нестабилност от средата на 1980-те насам. В Науру се извършват 17 промени на администрацията в периода между 1989 и 2003 година. Между 1999 и 2003 след поредица от недоверчиви гласове и избори двама души – Рене Харис и Бернар Доуиого, водят страната в редуващи се периоди. Доуиого почива през март 2003 г. и за президент е избран Лудвиг Скоти. Скоти е преизбран през октомври 2004 г. и служи пълен мандат.
В последно време значителен размер от приходите постъпват под формата на помощ от Австралия. През 2001 г. на норвежкия товарен кораб „Тампа“ му е отказан пристан в Австралия, тъй като е спасил 433 бежанци (от различни страни, най-вече от Афганистан) от заседнала индонезийска 20-метрова рибарска лодка, чиито бежански статут не е признат от Австралия. Бежанците са превозени до Науру, а Австралия създава и продължава да финансира центрове за задържане на бежанци в Науру и съседните малки острови по програма, известна като „Тихоокеанско решение“.

## Държавно устройство
Науру е президентска република с правителство, излъчвано от парламента. Президентът е както върховен държавен глава, така и глава на правителството. На всеки три години се избира 19-членен еднокамарен парламент. Парламентът избира президент измежду своите членове, който съставя кабинет от 5 – 6 членове. Науру няма официална партийна структура, кандидатите обикновено са независими. 15 от 18-те члена на настоящия парламент са независими и съюзи с правителството често се създават на основата на семейни взаимоотношения. Три са активните партии – Демократичната партия, Науру първо и Централната партия.
От 1992 г. насам местното правителство е било задължение на Съвета на остров Науру. Съветът ограничава властта и функциите си до съветник на националното правителство по вътрешните работи. Ролята му е да съсредоточи усилията си върху местните действия, касаещи науруанците. Член на Съвета на остров Науру не може да бъде едновременно и член на парламента.
Недвижимите имоти в Науру са необичайни – всички науруанци имат определени права върху цялата земя на острова, която е притежавана от отделни хора или семейства. Правителството и частните организации не притежават земя и трябва да сключват договори за аренда със собствениците на земята, за да я използват. Не-науруанци не могат да притежават земя на острова.
Науру има сложна съдебна система. Върховният съд, начело с главния съдия, е най-висш орган по конституционните въпроси. Други случаи могат да бъдат обжалвани в двусъдебния Апелационен съд. Парламентът не може да връща съдебни решения, но ръководещите Апелационния съд могат да обжалват в Австралийския върховен съд – на практика това рядко става. По-нисшите съдебни инстанции се състоят от Областен съд и Семеен съд, като и двата са ръководени от свойствен магистрат, който е и секретар (завеждащ отдел за гражданското състояние) във Върховния съд. Най-накрая има и 2 полу-съдилища – Комисия по обществените обжалвания и Полицейска комисия по обжалванията, като и двете са контролирани от върховния съдия.
Въоръжените сили наброяват 179 души.

## География

### Брегове, релеф
Остров Науру е издигнат коралов атол, разположен на върха на угаснал подводен вулкан. Има кръгла форма с периметър около 19 km. Тесен бариерен риф, отстоящ на 100 – 300 m от брега, обкръжава целия остров. Крайбрежната лагуна е плитка, като непосредствено след бариерния риф дълбочината ѝ достига 1000 – 4000 m. Корабите подхождат към острова само при спокойно време и се привързват към плаващи закотвени шамандури.
Ивица от пясъчни плажове с ширина 100 – 300 m обкръжават издигната централна част на острова, която представлява хълмисто фосфоритизирано варовиково плато, издигащо се стъпаловидно от крайбрежието със средна височина около 30 m. Височината на най-високите хълмове достига до 65 m.

### Климат, води, почви
Климатът е екваториален, мусонен, със средномесечни температури от 28 °C. Годишната сума на валежите е 2030 mm. Има обаче както сухи години със сума на валежите до 104 mm, така и влажни години със сума на валежите до 4572 mm. Относително влажния сезон продължава от ноември до февруари. По това време господстват западните мусони. През останалата част от годината преобладават югоизточните пасати и се установява устойчиво сухо време.
На острова няма постоянно течащи реки, поради което питейната вода се внася. Дъждовната вода добре се усвоява от почвите, които са предимно песъчливи с голямо съдържание на хумус и са разположени върху фосфоритизираните варовици. В южната част на платото се намира малкото сладководно езеро Бауда, образувано в древната лагуна.

### Растителност, животински свят
Естествената растителност е почти напълно унищожена в тези райони, където се добиват фосфоритите и по цялото крайбрежие, покрай което преминава единственото шосе на Науру и изграденото модерно международно летище. Тук са се съхранили само отделни кокосови палми, а по най-високите части на платото се среща храстът сцевола. На участъците, които не са засегнати от фосфоритните разработки, в източната част на острова и покрай езерото Бауда растат фикуси, калофилуми и други дървесни видове с височина до 10 – 12 m и множество храсталаци.
Животинският свят на Науру е много беден. Единствените бозайници са плъховете, а от влечугите – гущерите. Има много видове птици (гларуси, чайки, сиви буревестници, фрегати, гълъби и др.). Насекомите са представени от мравки, множество видове пеперуди (нощенки, данаиси, бражники) и др. В редките гори се срещат подивели свине и кокошки.

## Административно деление
Науру е разделен на 14 административни окръга, които са подредени в 8 избирателни района. Окръзите са:
| - Айво - Анабар - Анетан - Анибаре - Баити - Бо - Буада | - Денигомоду - Ева - Июв - Мененг - Нибок - Вабое - Ярен |

## Икономика
В миналото основен продукт са изнасяните фосфати за производство на изкуствен тор, но след изчерпването му икономиката рязко се свива. Общият доход на глава от населението за 1977 година е бил 21 400 долара – най-високият в целия свят. Основните търговски партньори са Австралия и Нова Зеландия. През 1990-те са направени успешни опити Науру да се наложи като офшорна зона. Страната е център на 400 банки. Основни селскостопански култури са кокосовите орехи, плодовете и зеленчуците. Силно развит е и риболовът. Има 30 км асфалтирано шосе и 6 км жп линия. Туризмът е сравнително слабо развит в сравнение с останалите тихоокеански държави. Съотношение селско стопанство-промишленост-обслужване е 4:42:54.

## Население
Населението на острова е 13 048 души, от които 64,2% са науруанци, 16,4% – тунгару, 8,3% – тувалу, 7,7% – китайци и 3,1% – европейци и 0,3% – други. Средна гъстота – 543,8 жители на км2. Естествен прираст – 14. Официалният език е науруанският, особен тихоокеански островен език. Английският език е широко разпространен и се използва в правителството и търговията.
Официалната религия е християнството – 91,7%, от които 66,3% протестанти и 33,7% католици. Има 7,2% конфуцианци (основно китайците на острова) и други 1,1%. Конституцията осигурява свобода на вероизповеданието. Независимо от това правителството е ограничило това право в някои случаи, а също така е ограничило и дейността на Църквата на Иисус Христос на светците от Страшния съд и на членовете на Свидетелите на Йехова, по-голяма част от които са чуждестранни работници, наети от Фосфатната корпорация на Науру (ФКН).
Подобреният жизнен стандарт от независимостта е повлиял отчасти отрицателно на населението. Науруанците са сред най-дебелите хора в света, като повече от 90% от възрастните имат наднормено тегло. Науру има най-високото разпространение на диабет тип 2 в света – повече от 40% от населението е засегнато. Други значителни здравни проблеми на Науру включват бъбречна недостатъчност и сърдечни болести. Продължителността на живота е паднала до 64 години за мъжете и 68 години за жените.
Относителният дял на грамотното население е 95%. Образованието е задължително за деца от 6 до 15 години (1 – 10 клас); има и 2 незадължителни учебни години (11 и 12 клас). На острова действа Южнотихоокеанският университет. Преди да бъде построен, студентите са пътували до Австралия за университетско обучение.
Градското население е 100%. Правителствените здания и парламентът са в Ярен (5 хил. жители), а резиденцията на правителството е в Мененг (2 хил. жители)